# 김맹곤
김맹곤(金孟坤, 1945년 10월 20일 ~ 2018년 8월 2일)은 대한민국의 제17대 국회의원과 제17·18대 김해시장을 역임한 정치인이다. 본관은 김해 김씨다.

## 생애
김맹곤은 1945년 10월 20일에 경상남도 김해에서 태어났다. 1964년에 부산동성고등학교를 졸업하고 1968년에 단국대학교 법대를 졸업하였다. 2001년에 김혁규 당시 경상남도지사와의 인연으로 경남개발공사의 사장을 역임했다. 김혁규가 경상남도지사 직을 사퇴하고 노무현 대통령을 지지하며 열린우리당에 입당하자 김맹곤 역시 노무현의 지지를 선언하고 열린우리당에 입당하였다. 2004년 제17대 총선에 출마하여 김해시 갑에서 당선되었다. 하지만 총선을 앞두고 2003년 11월에 지역구 내에서 개업하는 식당에 화분을 돌리고 2004년 1월에는 중앙선관위 직원에게 전화로 폭언을 가한 선거법 위반 혐의로 기소되어 2005년 3월 25일에 대법원에서 벌금 300만원을 선고받아 의원직을 상실하였다.
2007년에 노무현에 의해 사면복권되었다. 노무현의 퇴임 이후 사람사는세상 노무현재단의 자문위원으로 위촉되어 친노 인사로서의 활동을 이어갔다.
2010년 5월 10일에 민주당은 야권 단일 김해시장 후보로 김맹곤을 확정되었다. 제5회 지방 선거에서 영남 유일의 민주당 소속으로 당선되었다. 2014년 제6회 지방 선거에 출마하여 영남 지역에서 유일하게 새정치민주연합 소속으로 재선에 성공하였으나 선거운동 과정에서 기자들에게 돈봉투를 건네 선거법 위반으로 2015년 11월 27일 시장직을 상실하였다.
불법 정치자금 1억원을 받은 혐의 등으로 기소되었고, 2017년 12월 8일 부산지방법원은 특정범죄 가중 처벌법상 뇌물수수와 정치자금법 위반 혐의 등으로 기소된 김맹곤에게 징역 2년 6개월과 추징금 1억1천530만 원을 선고했다. 2018년 8월 2일, 폐암으로 사망했다.

## 학력
- 1958년 금동초등학교 졸업
- 1961년 김해중학교 졸업
- 1964년 부산동성고등학교 졸업
- 1968년 단국대학교 법과대학 법학 학사

## 역대 선거 결과
|  | 47.47% |

|  | 34.13% |

|  | 48.52% |

## 같이 보기
- 김해시 갑
- 김해시의 국회의원
- 김해시장